# Blizzard of Ozz
Blizzard of Ozz (ein Wortspiel mit Blizzard, The Wonderful Wizard of Oz und Ozzy) ist das Debütalbum der Soloband von Ozzy Osbourne, das in Großbritannien am 19. September 1980, in den USA hingegen erst am 27. März 1981 erschien.

## Entstehung
Nach Verlassen der Band Black Sabbath beschloss Osbourne 1979, eine Solokarriere zu starten. Im Herbst 1979 begann er gemeinsam mit dem Gitarristen Randy Rhoads (ex-Quiet Riot) mit dem Songwriting. Anfang 1980 unterschrieb Osbourne einen Plattenvertrag mit Jet Records. Nachdem die Band mit Bassist Bob Daisley (ex-Rainbow) und Schlagzeuger Lee Kerslake (Uriah Heep) vervollständigt wurde, begaben sich die Musiker am 20. März 1980 in das Ridge Farm Studio in Dorking, England, um das Debütalbum aufzunehmen. Produziert wurde es von Max Norman – nachdem Osbourne den zunächst eingeplanten Chris Tsangarides entlassen hatte –, die Keyboardpassagen spielte Don Airey ein. Sowohl musikalisch als auch textlich orientierte sich Osbourne an seiner ehemaligen Band Black Sabbath. Er verarbeitete okkulte Themen in seinen Liedtexten und die Musik war von schweren Gitarrenriffs geprägt und im mittleren Tempobereich angesiedelt.
Am 19. September 1980 wurde das Album in Großbritannien und am 27. März 1981 in den USA veröffentlicht. Als Singles wurden Mr. Crowley und Crazy Train ausgekoppelt.
2002 wurde das Album neuveröffentlicht, wobei die Drum- und Bassspuren des Originals von Mike Bordin und Robert Trujillo neu eingespielt worden waren. (Das gleiche geschah mit Diary of a Madman.) Grund dafür waren angeblich vorausgegangene Tantiemen-Streitigkeiten um Daisley, Kerslake und Osbourne. Diese Neueinspielung wurde teils heftig kritisiert. Alle Ausgaben ab 2011 revertieren zu den Originalspuren.

## Titelliste
Seite 1
1. I Don’t Know – 5:16
2. Crazy Train – 4:56
3. Goodbye to Romance – 5:36
4. Dee (Instrumental) – 0:49
5. Suicide Solution – 4:20

Seite 2
1. Mr. Crowley – 4:55
2. No Bone Movies – 3:53
3. Revelation (Mother Earth) – 6:09
4. Steal Away (The Night) – 3:28

## Rezeption
Das Album gilt als Klassiker des Hardrock und Heavy Metal. Das Musikmagazin Rock Hard wählte es 2007 auf Platz 57 der 500 stärksten Scheiben aller Zeiten, Andreas Himmelstein hebt besonders das einzigartige Gitarrenspiel von Randy Rhoads hervor. Steve Huey von Allmusic nennt das Album ein Meisterwerk, das zusammen mit dem Debütalbum von Van Halen die Eckpfeiler des 1980er Heavy Metals bildet. Ozzy Osbourne zeige nicht nur sein Gespür für Melodien, sondern auch für hervorragende Begleitbands. Blizzard of Ozz habe Osbourne zum Star gemacht und künstlerische Maßstäbe im Heavy Metal gesetzt. Ian Christe bezeichnete die Musik des Albums als Kombination aus dem riff-orientierten Stil von Black Sabbath mit melodischem, radiotauglichem Sound. Zwar sei dies nicht die Musik gewesen, welche frühere Fans von Black Sabbath hören wollten, allerdings habe die Musik eine neue Generation von jungen und aufgeschlossenen Hörern erschlossen.

## Kommerzieller Erfolg

### Chartplatzierungen
Das Album erreichte mit Platz 7 die Top Ten der britischen Albumcharts, in den US-amerikanischen Billboard 200 war es rund zwei Jahre vertreten und stieg bis auf Platz 21. Blizzard of Ozz erreichte die Schweizer Charts erstmals nach Osbournes Tod 2025.
| ChartsChartplatzierungen       | Höchstplatzierung | Wochen |
| ------------------------------ | ----------------- | ------ |
| Schweiz (IFPI)                 | 94 (… Wo.)        | …      |
| Vereinigte Staaten (Billboard) | 21 (108 Wo.)      | 108    |
| Vereinigtes Königreich (OCC)   | 7 (8 Wo.)         | 8      |

### Auszeichnungen für Musikverkäufe
In Großbritannien erhielt das Album Silber für mehr als 60.000 verkaufte Einheiten, in den USA Fünffach-Platin für mehr als fünf Millionen verkaufte Einheiten.
| Land/Region                  | Auszeichnungen für Musikverkäufe (Land/Region, Auszeichnung, Verkäufe) | Verkäufe  |
| ---------------------------- | ---------------------------------------------------------------------- | --------- |
| Australien (ARIA)            | Gold                                                                   | 35.000    |
| Kanada (MC)                  | Platin                                                                 | 100.000   |
| Neuseeland (RMNZ)            | Gold                                                                   | 10.000    |
| Vereinigte Staaten (RIAA)    | 5× Platin                                                              | 5.000.000 |
| Vereinigtes Königreich (BPI) | Silber · + Gold (Re-Release)                                           | 160.000   |
| Insgesamt                    | 1× Silber · 3× Gold · 6× Platin ·                                      | 5.305.000 |

## Sonstiges
- Mr. Crowley und Crazy Train sind bei Guitar-Hero-World-Tour enthalten.
- Crazy Train ist die Titelmelodie der Sendung The Osbournes.